# Gran Premi de Bèlgica del 1999
Resultats del Gran Premi de Bèlgica de Fórmula 1 disputat la temporada 1999 al circuit de Spa-Francorchamps el 29 d'agost del 1999.

## Resultats
| Pos | No | Pilot                 | Equip                  | Voltes | Temps / Retirada | Pos. de sortida | Punts |
| --- | -- | --------------------- | ---------------------- | ------ | ---------------- | --------------- | ----- |
| 1   | 2  | David Coulthard       | McLaren - Mercedes     | 44     | 1h 25' 43. 057   | 2               | 10    |
| 2   | 1  | Mika Häkkinen         | McLaren - Mercedes     | 44     | + 10.469 s       | 1               | 6     |
| 3   | 8  | Heinz-Harald Frentzen | Jordan - Mugen - Honda | 44     | + 33.433 s       | 3               | 4     |
| 4   | 4  | Eddie Irvine          | Ferrari                | 44     | + 44.948 s       | 6               | 3     |
| 5   | 6  | Ralf Schumacher       | Williams - Supertec    | 44     | + 48.067 s       | 5               | 2     |
| 6   | 7  | Damon Hill            | Jordan - Mugen - Honda | 44     | + 54.916 s       | 4               | 1     |
| 7   | 3  | Mika Salo             | Ferrari                | 44     | + 56.249 s       | 9               |       |
| 8   | 5  | Alessandro Zanardi    | Williams - Supertec    | 44     | + 1' 07.022 min. | 8               |       |
| 9   | 11 | Jean Alesi            | Sauber - Petronas      | 44     | + 1' 13.848 min. | 16              |       |
| 10  | 16 | Rubens Barrichello    | Stewart - Ford         | 44     | + 1' 20.742 min. | 7               |       |
| 11  | 9  | Giancarlo Fisichella  | Benetton - Playlife    | 44     | + 1' 32.195 min. | 13              |       |
| 12  | 19 | Jarno Trulli          | Prost - Peugeot        | 44     | + 1' 36.154 min. | 12              |       |
| 13  | 18 | Olivier Panis         | Prost - Peugeot        | 44     | + 1' 41.543 min. | 17              |       |
| 14  | 10 | Alexander Wurz        | Benetton - Playlife    | 44     | + 1' 57.745 min. | 15              |       |
| 15  | 22 | Jacques Villeneuve    | BAR - Supertec         | 43     | + 1 Volta        | 11              |       |
| 16  | 21 | Marc Gené             | Minardi - Ford         | 43     | + 1 Volta        | 21              |       |
| Ret | 14 | Pedro de la Rosa      | Arrows                 | 35     | Transmissió      | 22              |       |
| Ret | 20 | Luca Badoer           | Minardi - Ford         | 33     | Suspensions      | 20              |       |
| Ret | 23 | Ricardo Zonta         | BAR - Supertec         | 33     | Caixa canvi      | 14              |       |
| Ret | 17 | Johnny Herbert        | Stewart - Ford         | 27     | Frens            | 10              |       |
| Ret | 12 | Pedro Diniz           | Sauber - Petronas      | 19     | Virolla          | 18              |       |
| Ret | 15 | Toranosuke Takagi     | Arrows                 | 0      | Embragatge       | 19              |       |

## Altres
- Pole: Mika Häkkinen 1' 50. 329

- Volta ràpida: Mika Häkkinen 1' 53. 955 (a la volta 23)